# Regelbau L479

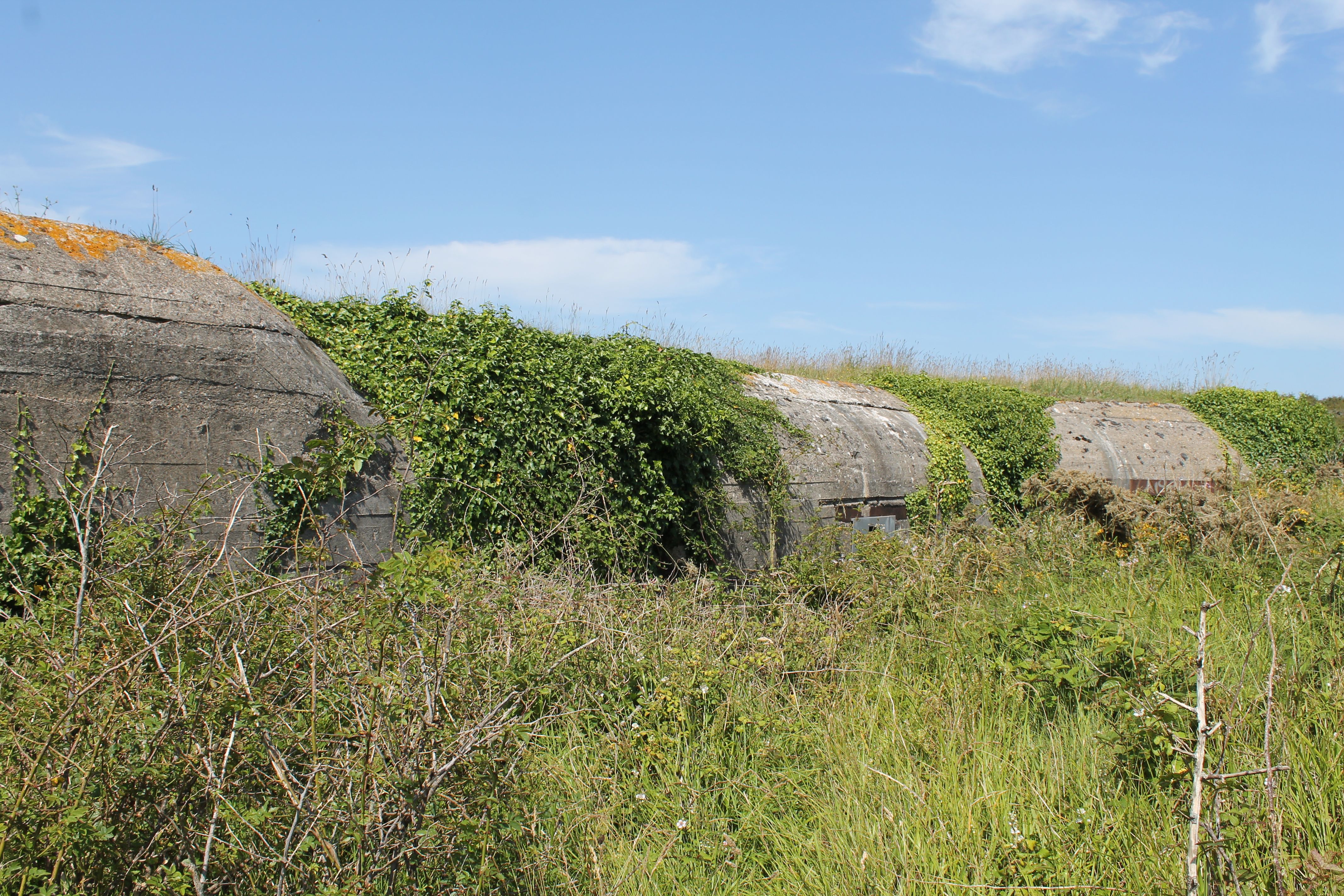
Vue extérieure de la casemate L479 du Cap Fréhel.

La casemate de type Regelbau L479 est une casemate répondant au standard Regelbau. Sa mission est de servir de poste de commandement pour la chasse aérienne.
Elle était destinée à la Luftwaffe.

## Construction
Ses murs avaient une épaisseur de 2 m.
Sa construction nécessitait 2 760 m3 de béton et environ 9 000 m3 de terrassement pour une durée de 4 à 6 mois.

## Architecture
Cette casemate est constituée de 24 pièces, organisées sur deux étages. Elle mesure 25 mètres de long sur 18 m de large et 8 mde haut.
Les différentes pièces servent à accueillir les services nécessaires au fonctionnement du centre de détection et de décision. Il y a des logements pour le personnels, des salle de travail, un local pour les transmissions et la ventilation. L’ouvrage est autonome en énergie et étanche aux gaz.
On distingue 2 accès principaux, couverts par des caponnières externe et internes, ainsi que 2 sas antigaz. Deux ouvertures comblées ensuite permettent le passage du matériel encombrant comme le groupe électrogène ou les tables de lecture par exemple. Il dispose d'un radar
Au niveau du blindage se trouvent des portes à double vantaux de type 882P7 ou 434P01 et des portes simples de type 19P7, ou 26P8.
Un tobrouk Vf 58c de défense est présent.

## Exemplaires
La commune de Saint-Pabu possède un exemplaire de cette casemate. Un autre exemplaire est visible au Cap Fréhel.